# Quemigny-Poisot
 Quemigny-Poisot  là một xã thuộc tỉnh Côte-d'Or trong vùng Bourgogne miền đông nước Pháp.